# Xavier Ford
Xavier Teronne Ford (Colorado Springs, 20 gennaio 1993) è un cestista statunitense.

## Palmarès

### Club
- Campionato austriaco: 1

Kapfenberg Bulls: 2018-2019
- Coppa d'Austria: 1

Kapfenberg Bulls: 2019

### Individuale
- Top scorer "La Mobilière" Swiss Basketball League: 1

2019-2020